# Troponina I
La Troponina I è un marker specifico e sensibile per l'individuazione della necrosi delle cellule miocardiche.
Nelle 4-12 ore successive all’ischemia miocardica acuta, livelli elevati di Troponina I (superiori al valore di cut off raccomandato) depongono con elevata specificità e sensibilità per una diagnosi di infarto acuto del miocardio. In accordo con il Joint Consensus della ESC e della ACC-Ridefinizione dell'infarto del miocardio-e con le specifiche di qualità per i dosaggi della Troponina I della IFCC C-SMCD, l'infarto miocardico acuto (IMA) viene definito da un qualunque livello di Troponina I superiore al 99° percentile di un gruppo controllo di riferimento. Conseguentemente, l'imprecisione accettabile (totale) al 99° percentile di ogni dosaggio deve essere definita non superiore al 10%. La massima concentrazione di Troponina I viene raggiunta tra le 14-36 ore e rimane a valori elevati fino a 7 giorni dall’evento acuto.
Enti ufficiali suggeriscono l’esecuzione di determinazioni seriali di Troponina I in pazienti con sospetto danno miocardico. Secondo le linee guida dell’IFCC per l’uso dei marcatori cardiaci nelle patologie coronariche, la determinazione dei valori della Troponina I dovrebbe essere effettuata al momento del ricovero nonché 4, 8 e 12 ore (o la mattina seguente) dopo il ricovero in ospedale.
Numerosi studi riportano che pazienti con angina pectoris instabile, nei quali i valori di Troponina I sono elevati (sopra il range di normalità), presentano un aumento significativo del rischio di mortalità cardiovascolare. La Troponina I rappresenta, pertanto, un utile parametro per la stratificazione del rischio in tali pazienti.